# Centrul De Studiu al Textilelor, Leiden
Fundația (Stichting) Centrul de Studiu al Textilelor (CST), Leiden, Țările de Jos, este un institut de cercetare independent activ în domeniul materialelor textile și a îmbrăcămintei. Se află pe strada Hogewoerd 164 în Leiden și include un spațiu de expoziție, spații pentru depozitare, o sală de lectură și alte spații de lucru. Directorul curent al CST (din noiembrie 2010) este Dr. Gillian Vogelsang-Eastwood, un istoric al vestimentației și materialului textil.

## Istorie
TRC a fost înființată în anul 1991, ca o Stichting (fundație; organizație non-profit). De atunci a fost implicată în multe aspecte legate de studiul academic de textile și vestimentație, mai ales cele din Orientul Apropiat.
În 1997 TRC început construirea unei colecții de textile și vestimentație. Până la sfârșitul anului 2010 colecția a crescut la peste 6.500 de textile, articole de îmbrăcăminte și accesorii din întreaga lume. Cele mai multe dintre articolele vestimentare provin din Orientul Apropiat și țări islamice: în special Afganistan, Egipt, Iran, Oman și Arabia Saudită. Include, de asemenea, o mare colecție de vestimentație regională neerlandeză. Multe dintre articolele de îmbrăcăminte au fost obținute prin muncă de teren de către personalul și studenți ai CST, în timp ce altele au fost achiziționate sau oferite ca donații.
Până în august 2009, CST a fost găzduit de Muzeul Național de Etnologie, Leiden, dar de atunci s-a mutat în noul sediu, în centrul orașului Leiden. Acum organizează o serie de expoziții, conferințe, ateliere de lucru și cursuri de formare pentru studenți și alte persoane care sunt interesate. Expoziții recente au inclus: ”Broderie din Lumea Arabă” (2009-2010) și ”Afganistanul Bine Îmbrăcat” (deschiderea a avut loc în noiembrie 2010).
Vestimentația Orientului Mijlociu rămâne un punct important al CST. Voalurile din colecția CST, de exemplu, au fost folosite pentru o expoziție la Muzeul Național de Etnologie, Leiden (1996) și pentru diverse publicații, inclusiv ”Acoperind Luna: O Introducere în Voalurile de Față ale Orientului Mijlociu” (2008) (Gillian Vogelsang-Eastwood și Willem Vogelsang; Leuven: Peeters, 2008).

## Link-uri externe: general
- Textile Centrul de Cercetare-ul oficial. Preluat 19-03-2016
- Barjesteh Editori, Rotterdam și Gronsveld, Olanda. Arhivat în 3 martie 2016, la Wayback Machine. Preluat pe 18-11-2010
- Peeters Editori, Leuven, Belgia. Preluat pe 18-11-2010
- Textilmuseet, Boras, Suedia. Arhivat în 22 martie 2014, la Wayback Machine.  Arhivat în 28 februarie 2008, la Wayback Machine. Preluat pe 18-11-2010